# Chilterns

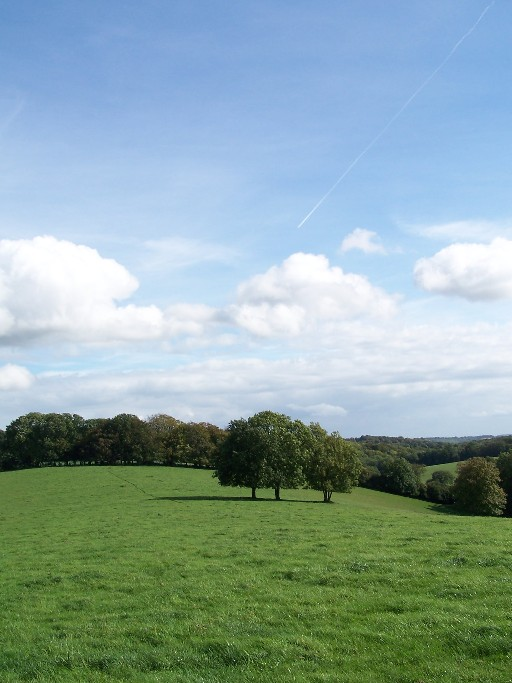
Chiltern Hills vers Nettlebed

Os Chilterns são escarpas calcáreas que se estendem de Oxfordshire a Buckinghamshire. A altitude mais elevada está em Haddington Hill (267 m), no interior da Floresta de Wendover, Buckinghamshire.